# ویلفردو پلئز
ویلفردو پلئز (انگلیسی: Wilfredo Peláez; ۲۷ اکتبر ۱۹۳۰ – ۲۳ مهٔ ۲۰۱۹) ورزشکار بسکتبال اهل اروگوئه بود.
وی در مسابقات کشوری و بین‌المللی در مجموع برندهٔ ۱ مدال برنز شده‌است.